# Dasia grisea
Dasia grisea är en ödleart som beskrevs av  Gray 1845. Dasia grisea ingår i släktet Dasia och familjen skinkar. Inga underarter finns listade i Catalogue of Life.